# Голосящий КиВиН 1998
«Голося́щий КиВи́Н 1998» — четвёртый музыкальный фестиваль команд КВН. Фестиваль состоялся в августе 1998 года. Неофициальной творческой темой фестиваля стала «Погода».

## Команды
Участие в фестивале «Голосящий КиВиН 1998» в Юрмале приняли 11 команд КВН. Все одиннадцать команд представили полноформатные выступления. В телеверсию фестиваля попали все одиннадцать команд. Выступления всех команд были разделены на 4 блока: «Приморская зона», «Зона умеренно континентальная», «Зона циклонов» и «Субтропики». После конца каждого блока жюри (согласно теме фестиваля «синоптики») давали свои «прогнозы» и вручали дипломы.
| Название                  | Город        | Страна   | Порядок выступления | Примечание                    |
| ------------------------- | ------------ | -------- | ------------------- | ----------------------------- |
| БГУ                       | Минск        | Беларусь | 8                   | Выступление в третьем блоке   |
| Владикавказские спасатели | Владикавказ  | Россия   | 5                   | Выступление во втором блоке   |
| Город Харьков             | Харьков      | Украина  | 9                   | Выступление в четвёртом блоке |
| Дети лейтенанта Шмидта    | Томск        | Россия   | 11                  | Выступление в четвёртом блоке |
| Дети Лумумбы              | Москва       | Россия   | 6                   | Выступление во втором блоке   |
| Ковбои Политеха           | Киев         | Украина  | 2                   | Выступление в первом блоке    |
| РАУ                       | Рига         | Латвия   | 1                   | Выступление в первом блоке    |
| Сборная Бостона           | Бостон       | США      | 3                   | Выступление в первом блоке    |
| Уральские пельмени        | Екатеринбург | Россия   | 10                  | Выступление в четвёртом блоке |
| Чернокнижник              | Рязань       | Россия   | 4                   | Выступление во втором блоке   |
| Четыре татарина           | Казань       | Россия   | 7                   | Выступление в третьем блоке   |

## Жюри
| ФИО              | Примечание                                                                   |
| ---------------- | ---------------------------------------------------------------------------- |
| Марк Дубовский   | Вместе с Михаилом Задорновым вручал «КиВиН в светлом»                        |
| Анатолий Лысенко | Вместе с Константином Эрнстом и Геннадием Хазановым вручал «КиВиН в золотом» |
| Михаил Задорнов  | Вместе с Марком Дубовским вручал «КиВиН в светлом»                           |
| Валдис Пельш     | Вместе с Лаймой Вайкуле вручал «КиВиН в тёмном»                              |
| Константин Эрнст | Вместе с Анатолием Лысенко и Геннадием Хазановым вручал «КиВиН в золотом»    |
| Лайма Вайкуле    | Вместе с Валдисом Пельшем вручала «КиВиН в тёмном»                           |
| Геннадий Хазанов | Вместе с Константином Эрнстом и Анатолием Лысенко вручал «КиВиН в золотом»   |

## Награды
- «Большой КиВиН в золотом» (за 1 место) — Дети лейтенанта Шмидта
- «Большой КиВиН в светлом» (за 2 место) — Дети Лумумбы
- «Большой КиВиН в тёмном» (за 3 место) — Чернокнижник

## Интересные факты
- Команда «Город Харьков», была специально создана к этому фестивалю путём объединения харьковских команд ХГУ, ХАИ (новый состав) и «Харьковских ментов».

## Творческая группа
Фестиваль организован телевизионным творческим объединением АМиК.
- Ведущий — Александр Васильевич Масляков
- Режиссёр — Светлана Маслякова
- Редакторы — Андрей Чивурин, Михаил Марфин